# Assassinat de John Lennon
L’assassinat de John Lennon, musicien britannique ayant acquis une réputation mondiale avec les Beatles puis à travers sa carrière solo et son engagement politique, s’est produit dans la soirée du lundi 8 décembre 1980, à l’entrée du Dakota Building de New York. Il a été perpétré par Mark David Chapman.
Lennon revient d'une session d'enregistrement aux Record Plant Studios avec son épouse, Yoko Ono, et se trouve à l'entrée de l'immeuble où il réside, lorsque Mark David Chapman vide sur lui le barillet de son revolver .38 Special. Le chanteur, âgé de 40 ans, est déclaré mort à son arrivée au St. Luke’s Roosevelt Hospital Center. Peu après l’annonce de la mort par les radios locales, des foules se massent devant l'hôpital Roosevelt et le Dakota Building. John Lennon est incinéré le 10 décembre 1980 au cimetière de Ferncliff à New York[pas clair]. Les cendres sont remises à son épouse, qui décide de ne pas commémorer de funérailles[pas clair].
La mort de Lennon a un fort impact dans le monde. De nombreux hommages lui sont témoignés, notamment par Paul McCartney, George Harrison et Ringo Starr, les autres Beatles. Des monuments lui sont également dédiés, tels que l’aéroport de Liverpool, sa ville natale. Deux films sont également consacrés à l’événement. De nos jours, face au Dakota Building, de l'autre côté de l'avenue Central Park West est situé le Mémorial Strawberry Fields dédié à la mémoire de John Lennon.

## Historique

### Dernière journée
Le matin du 8 décembre 1980, la photographe Annie Leibovitz se rend à l’appartement de Lennon et Ono pour une séance de photos destinées au magazine Rolling Stone. Elle avait promis à Lennon qu’une photographie de lui et de son épouse serait en couverture mais tente, dans un premier temps, d’obtenir une photo de Lennon seul. Leibovitz précise que « personne ne voulait d’elle [Ono] en couverture ». Lennon insiste pour que sa femme et lui soient en couverture. La photo, représentant Lennon nu enlaçant son épouse deviendra extrêmement célèbre. Après la séance, la photographe quitte l’appartement. Ensuite, Lennon donne ce qui se révèle être sa dernière interview, à un DJ de San Francisco, Dave Sholin. À 17 heures, Lennon et Ono partent enregistrer Walking on Thin Ice, une chanson d’Ono dans laquelle Lennon tient la guitare solo, aux Record Plant Studios.
Alors que Lennon et Ono marchent jusqu’à leur limousine, plusieurs personnes s’approchent pour leur demander un autographe, ce à quoi ils sont habitués. Parmi elles se trouve Mark David Chapman. Chapman, un agent de sécurité originaire d’Honolulu (Hawaï) et âgé de 25 ans, était venu une première fois à New York, en octobre, pour tuer Lennon, mais il avait changé d'avis après avoir vu Des gens comme les autres et était rentré chez lui. Il tend silencieusement à Lennon un exemplaire de son album Double Fantasy, et le musicien le lui dédicace. Après l’avoir signé, Lennon lui demande poliment : « C’est tout ce que vous désirez ? », et Chapman répond d’un signe de tête affirmatif. La scène est immortalisée par un photographe fan de Lennon, Paul Goresh, qui prend une photo de la rencontre,.
Les Lennon passent plusieurs heures au studio Record Plant, avant de rentrer chez eux au Dakota Building vers 22 h 50. Lennon a décidé de ne pas diner en ville, pour être chez lui à temps afin de dire bonne nuit à son fils Sean, âgé de cinq ans, avant qu’il se couche. De plus, selon son humeur, devenue bien meilleure depuis la fin des années 1970, où on peut affirmer qu'il est devenu un autre homme, il aime satisfaire les fans qui l’attendent souvent devant chez lui. De fait, ils quittent leur voiture garée sur la 72e rue, juste devant l'immeuble, alors que Lennon aurait pu la ranger dans la cour intérieure, plus sécurisée.

### Assassinat

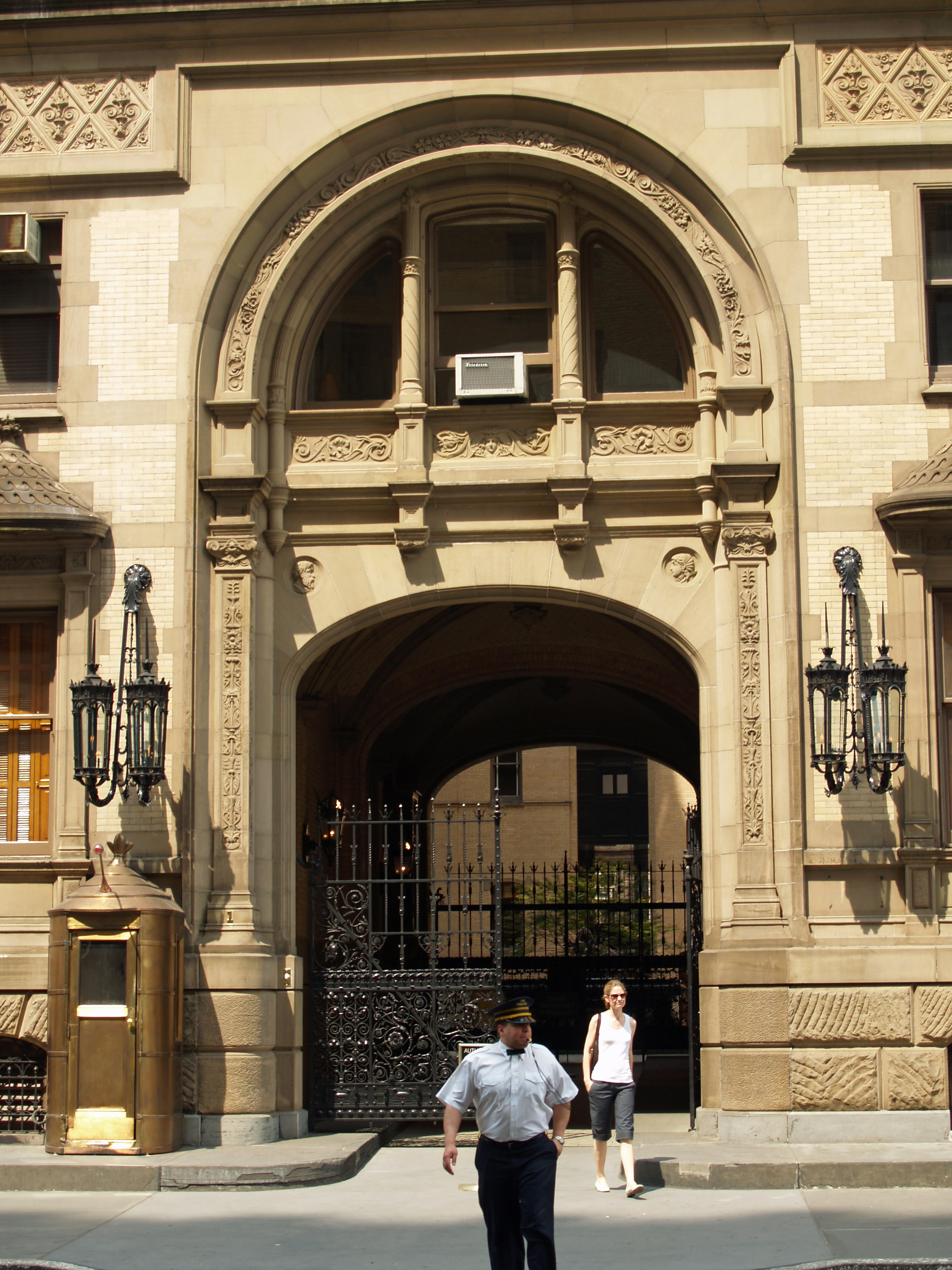
L’arche sous laquelle Lennon a été assassiné dans l’entrée du Dakota Building.

Le portier du Dakota, José Perdomo, et un chauffeur de taxi ont vu Chapman attendre dans l’ombre de l’arche,. Yoko Ono entre la première sous l'arche. Alors que John Lennon la suit, Chapman tire sur lui, à cinq reprises, avec un revolver 38 Special Charter Arms doté de balles dum-dum,. Nombre de récits de radios, télévisions et journaux de l’époque ont rapporté qu’avant de tirer Chapman aurait prononcé : « Mister Lennon » et se serait mis en « position de combat »,,, mais cela n’a pas été confirmé par les audiences et les dépositions de témoins. Chapman a, pour sa part, déclaré ne pas se souvenir d’avoir appelé le nom de Lennon avant de lui tirer dessus,. Une balle passe au-dessus de la tête de Lennon et touche une fenêtre du Dakota, puis deux autres balles atteignent Lennon au côté gauche du dos et deux autres pénètrent dans son épaule gauche. Les quatre balles infligent de graves blessures, une au moins perforant l’aorte. Lennon chancelle sur les marches qui mènent au poste de sécurité, et déclare : « Je me suis fait descendre », puis s’effondre au sol, éparpillant ses cassettes . Le concierge Jay Hastings couvre la victime avec la veste de son uniforme et lui enlève ses lunettes couvertes de sang ; il alerte ensuite la police.
À l'extérieur, le portier Perdomo fait tomber l'arme de la main de Chapman et la repousse du pied vers le trottoir. Chapman retire ensuite son manteau et son chapeau en attendant l'arrivée de la police, afin de montrer qu'il n'a plus d'arme sur lui, et s'assoit sur le bord du trottoir. Perdomo lui crie : « Tu sais ce que tu as fait ? », ce à quoi Chapman répond calmement : « Oui, je viens de tuer John Lennon. » Les premiers policiers arrivés sur les lieux sont Steve Spiro et Peter Cullen, qui se trouvaient à l'intersection de la 72e rue et de Broadway, quand on leur a signalé les coups de feu tirés au Dakota. À leur arrivée, ils trouvent Chapman assis « très calmement » sur le trottoir. Ils ont rapporté que le tueur avait laissé tomber son revolver sur le sol et tenait un livre de poche, L'Attrape-cœurs de J. D. Salinger. Chapman avait écrit un message sur la page de garde : « Pour Holden Caulfield. De Holden Caulfield. Voici mon témoignage. » Il a par la suite déclaré que sa vie faisait écho à celle de Holden Caulfield, personnage principal du livre, que les réponses se trouvaient dans ce livre et que son seul but était dorénavant de le faire connaître.

### À l'hôpital

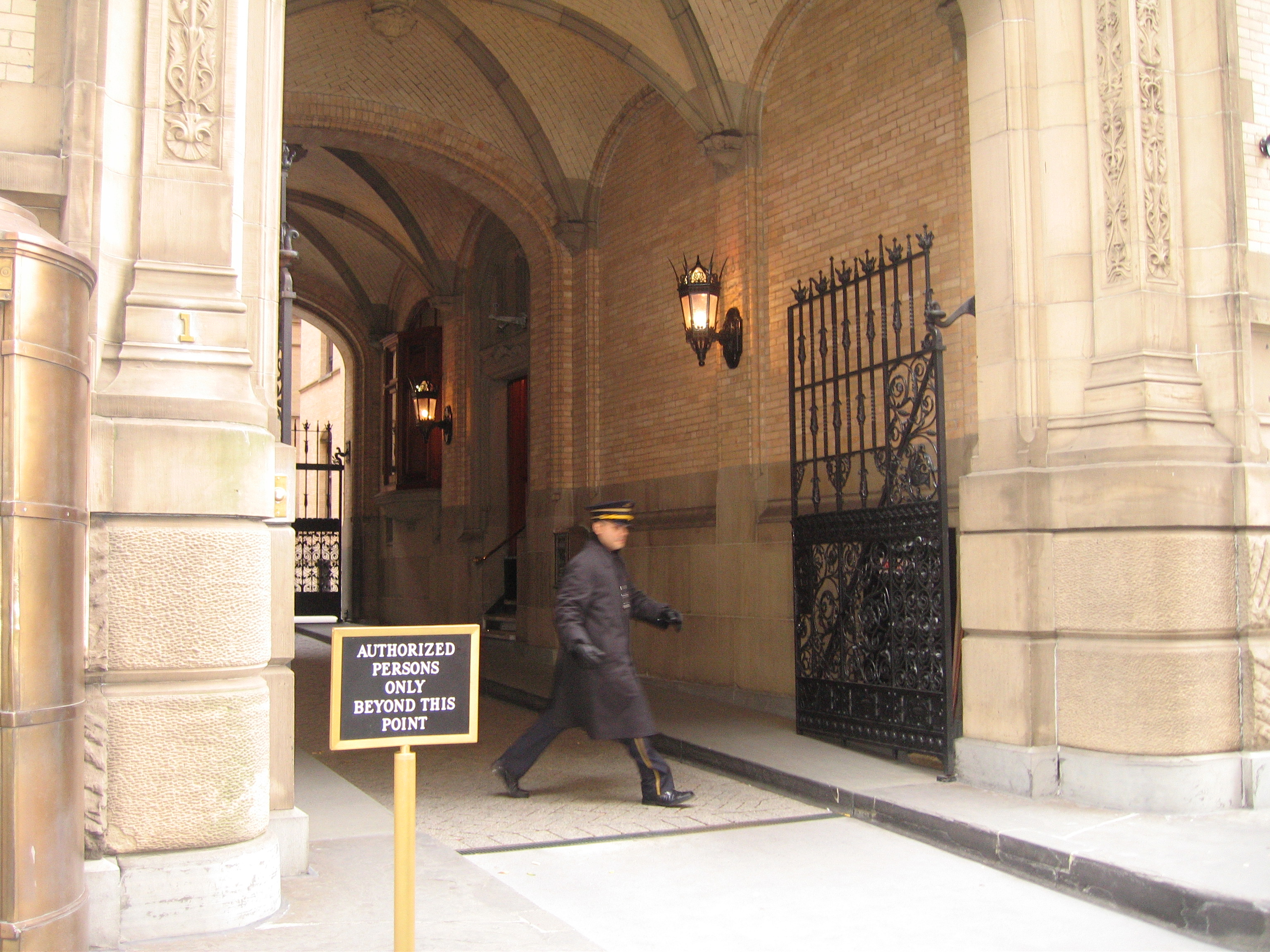
Après la fusillade, Lennon a gravi les marches (au fond à droite) avant de s'écrouler dans le poste de sécurité.

Une deuxième équipe, composée des officiers Bill Gamble et James Moran, arrive quelques minutes plus tard. Ils portent immédiatement John Lennon dans leur voiture de patrouille et se rendent à toute vitesse au Roosevelt Hospital. Selon Moran, ils ont placé Lennon sur la banquette arrière. Moran lui a demandé : « Savez-vous qui vous êtes ? » Les récits divergent sur la suite. Selon une version, Lennon a approuvé silencieusement et tenté de parler, mais n'a pu produire qu'un grognement, et a perdu connaissance.
Le docteur Stephan Lynn reçoit Lennon en salle d'urgences. À son arrivée, Lennon n'a plus de pouls et ne respire plus. Lynn et deux autres médecins s'affairent pendant 20 minutes, ouvrant sa poitrine et tentant d'opérer un massage cardiaque pour relancer la circulation sanguine, mais les dommages causés aux vaisseaux proches du cœur sont trop importants. Lennon est déclaré mort à 23 h 15 par le docteur Lynn, mais 23 h 7 est parfois mentionné comme une heure possible. La cause de sa mort est une hypovolémie, causée par la perte de plus de 80 % de son sang. Selon le docteur Elliott M. Gross, médecin légiste en chef, personne n'aurait pu survivre plus de quelques minutes avec de telles blessures par balles. Lennon a été touché par des munitions conçues pour se dilater lorsqu'elles touchent la peau et déchirer davantage de tissus en traversant la cible ; ainsi, les organes atteints ont été pratiquement détruits lors de l'impact. Yoko Ono, en pleurs, articulant : « Oh non, non, non, non… Dites-moi que ce n'est pas vrai », est emmenée au Roosevelt Hospital, qu'elle quitte en état de choc après avoir appris la mort de son mari. Le lendemain, elle fait une déclaration : « Il n'y aura pas de funérailles pour John. John aimait et a prié pour la race humaine. S'il vous plaît, faites en autant pour lui. Merci, Yoko et Sean ».

## Réactions immédiates

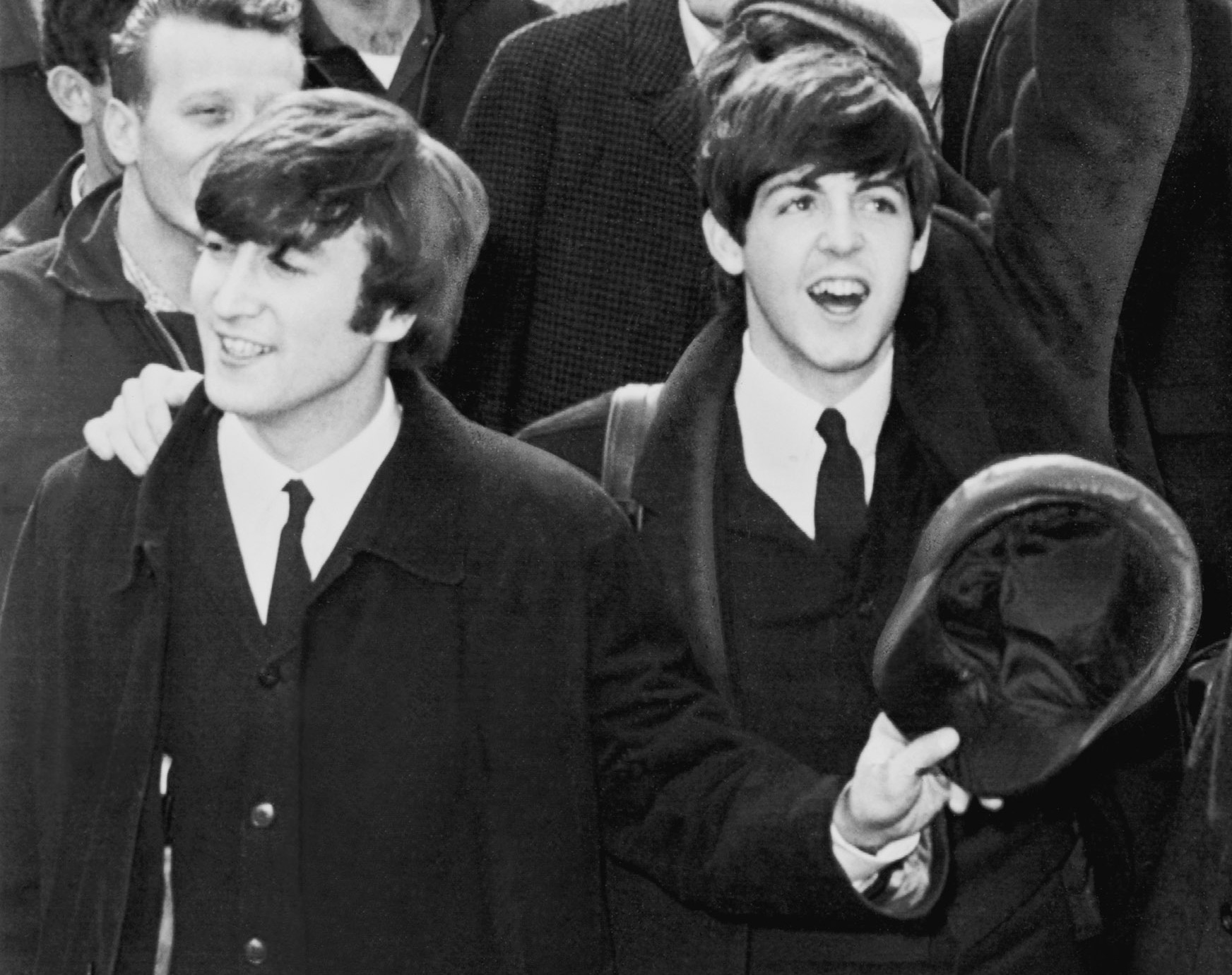
Bien qu'il n'ait pas été en contact avec lui depuis un certain temps, Paul McCartney (ici en 1964 avec John Lennon) a été profondément choqué par la mort de celui qui a cosigné toutes ses chansons au sein des Beatles.

Peu après que les médias locaux ont rapporté l'assassinat, des foules se rassemblent au Roosevelt Hospital et devant le Dakota Building, récitant des prières et chantant des chansons de Lennon. La première annonce de sa mort vient de la chaine ABC Sports, lorsque les présentateurs du Monday Night Football, Frank Gifford et Howard Cosell, qui avaient interviewé Lennon en 1974 pendant la mi-temps d'un match et étaient devenus amis avec l'ex-Beatle, sont informés de l'assassinat par le président d'ABC News, Roone Arledge (qui était aussi président d'ABC Sports). Alors que le match New England Patriots-Miami Dolphins en est à ses dernières secondes, la nouvelle est relayée sur les ondes.
Gifford : « John Smith est sur la ligne. Et je me fiche de ce qui est sur la ligne, Howard. Vous devez dire ce que nous savons, nous dans la cabine. »
Cosell : « Oui, nous devons le dire. Souvenez-vous que ce n'est qu'un match de football, peu importe qui gagne ou qui perd. Une tragédie indescriptible, qui nous a été confirmée par nos collègues d'ABC News à New York : John Lennon, devant son immeuble dans les quartiers ouest de New York, probablement le plus célèbre de tous les Beatles, a reçu deux balles dans le dos, a été conduit en urgence au Roosevelt Hospital, et était mort à son arrivée. »
À la suite du match, Ted Koppel donne des informations plus précises pour ABC pendant l'émission Nightline. NBC annonce pour sa part la nouvelle durant The Tonight Show Starring Johnny Carson. L'émission est interrompue par un journaliste anonyme lisant la nouvelle, puis reprend. CBS programme un flash spécial au lieu de ses programmes habituels, Walter Cronkite et les reporters de CBS News annonçant la nouvelle aux téléspectateurs. Plus tard dans la soirée, Cronkite confirme la mort de Lennon, à 23 h 20.
Lorsqu'un journaliste demande à Paul McCartney, ancien Beatles et partenaire d'écriture de Lennon sa réaction, McCartney répond, « Un malheur, n'est-ce pas ? » Sa réponse a été critiquée, mais McCartney a par la suite expliqué dans une interview à Playboy : « Je venais de passer une journée en état de choc et j'ai dit « C'est un malheur ». Je veux dire « malheur » dans le sens le plus fort du terme, vous voyez : « c'est un — MALHEUR. » Mais, vous savez, quand on le voit à l'écrit, on lit, « Oui, c'est un malheur ». C'est un fait ». Plus tôt ce jour-là, McCartney avait déclaré à des journalistes devant sa résidence dans le Sussex, « On se souviendra de John pour son apport unique à l'art, la musique et la paix dans le monde ».
Ringo Starr et sa fiancée, Barbara Bach, sont en vacances aux Bahamas, lorsqu'ils entendent la nouvelle et partent pour New York pour réconforter Ono. George Harrison est également en état de choc. Craignant d'être le prochain, il s'entoure un temps de gardes du corps. Par la suite, il enregistre une chanson hommage, All Those Years Ago, avec à la batterie Ringo Starr et McCartney aux chœurs,. McCartney enregistre également lui-même une chanson hommage en l'honneur de Lennon sur son album de 1982, Tug of War, intitulée Here Today. La chaîne new-yorkaise WABC-TV diffuse une couverture en direct de l'hommage à Lennon rendu dans Central Park six jours après la fusillade.
Le président élu Ronald Reagan déclare qu'une restriction du port d'arme ne semble pas la solution appropriée.

## Postérité

### Conséquences sur les personnes impliquées
La dépouille de John Lennon est crématisée au cimetière de Ferncliff dans le Westchester. Il n'y a pas de funérailles,. Peu après, Yoko Ono fait savoir à la foule rassemblée devant le Dakota qu'elle a apprécié ce geste de soutien, et lui demande de se rassembler à nouveau à Central Park le dimanche suivant pour dix minutes de prière silencieuse. Le 14 décembre 1980, des millions de personnes se rassemblent autour du monde pour répondre à la volonté d'Ono et observent dix minutes de silence à la mémoire de Lennon. Trente-mille personnes se rassemblent à Liverpool, et 225 000 à Central Park, près du lieu de l'assassinat. Au moins deux fans de Lennon se suicident à la suite du meurtre, poussant Yoko Ono à demander publiquement aux gens de ne pas céder au désespoir. En 1981, Ono réalise un album solo, Season of Glass, la couverture de la pochette est une photographie des lunettes de John Lennon tachées de sang ; dans une réédition de l'album en 1997, Walking on Thin Ice, la chanson que John et Yoko avaient enregistrée aux studios de Record Plant juste avant l'assassinat, apparaît.
Mark David Chapman plaide coupable pour le meurtre de Lennon en juin 1981, contre l'avis de ses avocats, qui voulaient lui faire plaider la folie,. Il est condamné à la perpétuité mais, dans la mesure où il a plaidé coupable, la liberté conditionnelle est envisageable depuis 2000, après vingt ans de sûreté. La liberté conditionnelle lui est refusée tous les deux ans depuis 2000, il reste emprisonné au centre correctionnel d'Attica. Par une certaine ironie du sort, Lennon avait composé une chanson sur cette prison, Attica State dans son album Some Time in New York City, en référence aux émeutes qui s'y étaient produites l'année précédente.
La photographie de John Lennon nu embrassant Yoko Ono prise par Annie Leibovitz, le jour du meurtre, fait la couverture du numéro du 22 janvier 1981 du magazine Rolling Stone, dont la plus grande partie est consacrée à des articles, lettres et photographies sur la vie et la mort du musicien. En 2005, la Société Américaine des Éditeurs de Magazines l'a élue meilleure couverture de magazine depuis 40 ans.

### Hommages et mémoriaux

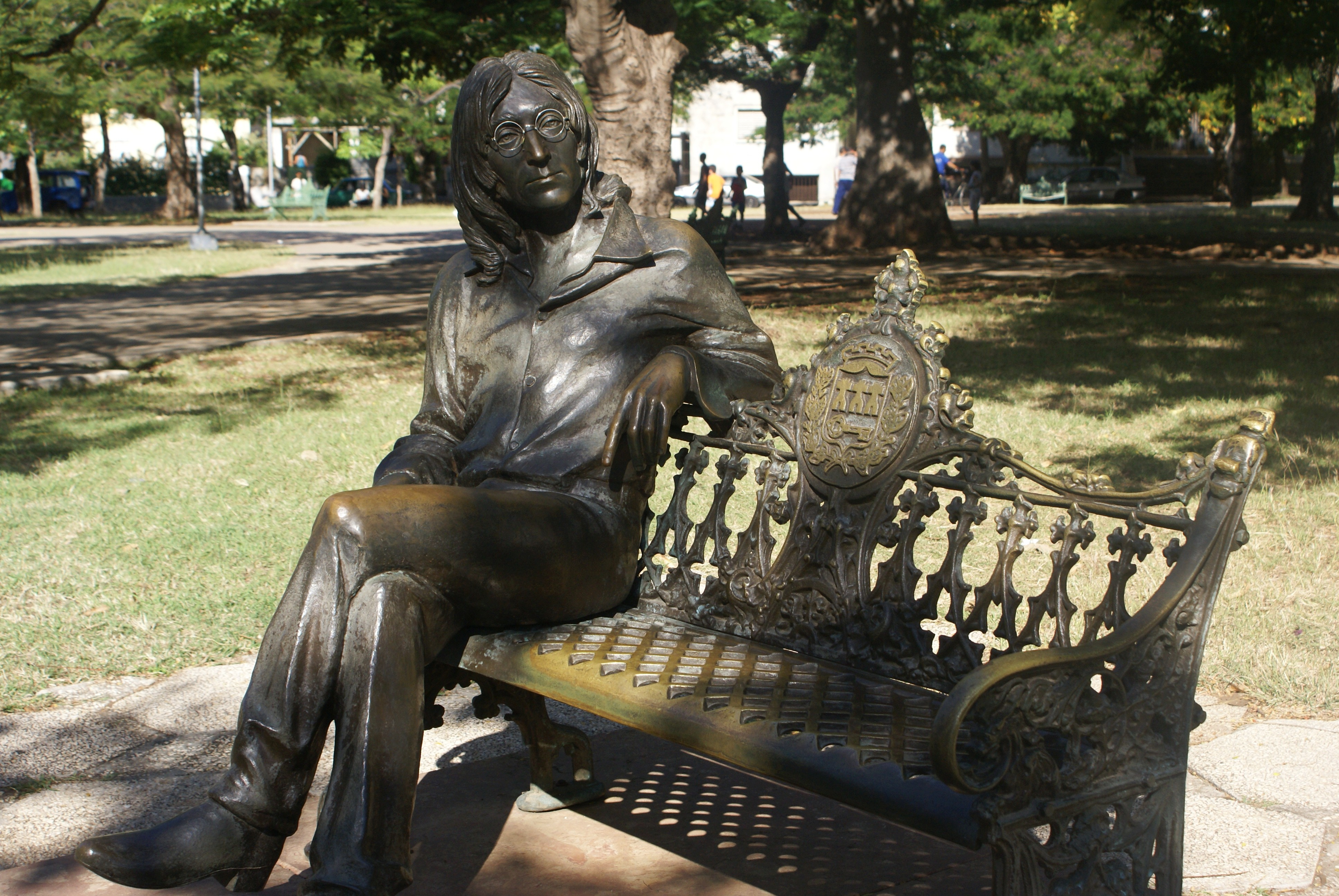
Statue mémoriale de John Lennon à La Havane, Cuba

Elton John, qui avait réalisé avec Lennon son tube Whatever Gets You thru the Night, enregistre avec son parolier Bernie Taupin, un hommage, Empty Garden (Hey Hey Johnny), qui apparait sur son album de 1982, Jump Up! et atteint la 13e place des ventes aux États-Unis cette année-là. Lorsqu'il chante ce titre au cours d'un concert au Madison Square Garden en août 1982, il est rejoint sur scène par Yoko Ono et Sean Lennon. Et quelques années plus tard en 2006, il écrit dans son Blues Never Fade Away de l'album The Captain and the Kid : « And I miss John Lennon's laugh » (« Et le rire de John Lennon me manque »).
Dans le dernier épisode numéro 49 du dessin animé Tom Sawyer, on peut voir sur un journal daté de 1880 lu par le docteur Mitchell « John Lenon shotted » avec un seul N,.
Le groupe Queen lui dédie la chanson Life Is Real (Song for Lennon) sur l'album Hot Space, sorti en 1982 et l'année suivante, Paul Simon sort The Late Great Johnny Ace (en) sur Hearts and Bones qui fait référence aux morts violentes de Johnny Ace, de John F. Kennedy et de Lennon.
L'astéroïde (4147) Lennon, découvert le 12 janvier 1983 par Brian Skiff a été nommé en hommage au musicien.
Lennon reçoit un Grammy Award posthume, en 1991, pour l'ensemble de sa carrière.
En 1994, la République d'Abkhazie émet deux timbres aux effigies de John Lennon et de Groucho Marx, en parodie du passé communiste du pays, ces timbres auraient dû porter les images de Karl Marx et de Vladimir Lénine.
Le 8 décembre 2000, le président de Cuba Fidel Castro inaugure une statue en bronze de Lennon dans un parc de La Havane. En 2000, le musée John Lennon ouvre à la Saitama Super Arena de Saitama, au Japon. Il est prévu qu'il ferme ses portes en septembre 2010.
L'aéroport de Liverpool est rebaptisé aéroport John Lennon avec la devise « Above us only sky » tirée de la chanson Imagine en 2002.
Pour le 25e anniversaire de la mort de John Lennon le 8 décembre 2005, des célébrations sont organisées à Londres, New York, Cleveland et Seattle,.

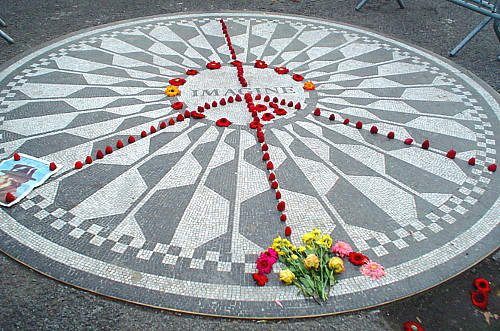
Le mémorial Strawberry Fields de New York, face au Dakota Building, le long de l'avenue Central Park West

La ville de Durness en Écosse a initié le 28 au 30 septembre 2007 le John Lennon Northern Lights Festival, un moment de rencontre pour les poètes, les musiciens et les artistes anglais. John et Yoko y avaient séjourné en 1969 avec leurs enfants. Le festival a accueilli Stanley Parkes, un cousin de Lennon, et Julia Baird, la demi-sœur de Lennon, qui a lu des écrits du musicien et des extraits de son propre livre,,.
Le 9 octobre 2007, Yoko Ono inaugure un nouveau mémorial, l'Imagine Peace Tower, sur l'île de Viðey, au large des côtes d'Islande. Chaque année, entre le 9 octobre et le 8 décembre, la tour projette un rayon lumineux vertical vers le ciel.
En 2009, une exposition dans l'annexe du Rock and Roll Hall of Fame à New York a été consacrée à John Lennon. Elle a présenté des souvenirs, des effets personnels du musicien, et les vêtements portés lors de son assassinat, conservés dans le sac provenant du Roosevelt Hospital. Tous les 8 décembre, Yoko Ono dispose une bougie à la fenêtre de la chambre de Lennon au Dakota Building.
Lennon a reçu de nombreux hommages, un jardin mémorial, le mémorial Strawberry Fields de New York, lui a été dédié dans Central Park près de la rue où se trouve le Dakota Building. Ono a donné un million de dollars pour aider à son entretien. Ce lieu de rassemblement, sert de cadre aux hommages rendus lors des anniversaires de naissance et de mort de Lennon, mais aussi pour d'autres moments de deuil, pour les attentats du 11 septembre 2001 ou pour la mort de George Harrison le 29 novembre 2001.
En 2007, de nombreux musiciens se réunissent autour d'un album de reprises de Lennon, à l'occasion d'une campagne d'Amnesty International pour sauver le Darfour : Make Some Noise.
En 2012, Bob Dylan compose et interprète une chanson-hommage, Roll On, John sur l'album Tempest, dans laquelle il fait plusieurs références à sa vie et reprend quelques-unes de ses citations.
Chaque 8 décembre, une cérémonie se tient devant l'immeuble de Capitol Records sur Vine Street à Hollywood. Des bougies sont également allumées devant l'étoile de Lennon devant l'immeuble.

#### Rues nommées après John Lennon
28 toponymes rendent hommage au chanteur.
- Rue John Lennon, à Esch-Belval, Luxembourg.
- John-Lennon-Ring, à Zerbst, Allemagne.
- John-Lennon-Straße, à Essen, Allemagne.
- Avenida de John Lennon, à Écija, Espagne.
- Calle de John Lennon, à Mérida, Espagne.
- Calle John Lennon, à Torremolinos, Espagne.
- Carrer John Lennon, à Badalone, Espagne.
- Carrer John Lennon, à Mislata, Espagne.
- Paseo John Lennon, à Getafe, Espagne.
- Paseo de John Lennon, à Madrid, Espagne.
- Rue John-Lennon, Avrillé, France.
- Rue John-Lennon, Montigny-le-Bretonneux, France.
- Rue John-Lennon, Montigny-lès-Cormeilles, France.
- Via John Lennon, à Bologne, Italie.
- Via John Lennon, à Imola, Italie.
- Via John Lennon, à Rome, Italie.
- John Lennonstraat, à Arnhem, Pays-Bas.
- John Lennonstraat, à Delft, Pays-Bas.
- John Lennonstraat, à Nimègue, Pays-Bas.
- John Lennonstraat, à Zaandijk, Pays-Bas.
- Ulica Lennona, à Varsovie, Pologne.
- John Lennon Drive, à Liverpool, Royaume-Uni.
- Lennon Road, à Londres, Royaume-Uni, dans le quartier de Willesden.
- Lennon Way, à Basingstoke, Royaume-Uni.
- Lennon Way, à Stoke Mandeville, Royaume-Uni.
- Ulicka Johna Lennona, à Bardejov, Slovaquie.
- вулиця Джона Леннона (Rue John Lennon), à Kalyny, Ukraine. Le nom de cette rue fut changé de « Lénine » à « Lennon » en 2016 à cause de l'occupation militaire de la Crimée par la Russie[74].
- вулиця Джона Леннона (Rue John Lennon), à Lviv, Ukraine.

### Au cinéma
Deux films sur l'assassinat de John Lennon ont été réalisés plus de 25 ans après les faits, mettant l'accent sur l'état mental de Chapman.
The Killing of John Lennon d'Andrew Piddington, sort le 7 décembre 2007, veille du 27e anniversaire du meurtre.
Chapitre 27 de Jarrett Schaefer, sorti le 28 mars 2008.

### À la télévision
Un documentaire en trois épisodes intitulé John Lennon: Murder Without a Trial, avec Kiefer Sutherland à la narration, est mis en ligne sur Apple TV+ en 2023,. Un autre documentaire, appelé Gimme Some Truth : the assassination of John Lennon, apparait aussi la même année.

### Documentaire
- (de) Arte, Les mercredis de l'histoire : L'homme qui a tué John Lennon, de Egon Koch et Friedrich Scherer, diffusé à 20 h 40 le 30 novembre 2005.
- (en) La Deux, Les crimes du siècle : L'assassinat de John Lennon, diffusé à 21 h 10 le 7 août 2015.

### Ouvrage
- (en) Phil Strongman, John Lennon : Life, Times and Assassination, The Bluecoat Press, 2010.
- (en) David Whelan, Mind Games : the assassination of John lennon, Independently Published, 2023.